# 오드레 아줄레
오드레 아줄레(Audrey Azoulay, 1972년 8월 4일 ~ )는 프랑스 사회당 소속의 정치인이다. 2016년 플뢰르 펠르랭의 후임으로 문화부 장관에 임명되었다.
아줄레 장관은 2016년 3월 열린 파리도서전 개막식에 프랑수아 올랑드 대통령과 함께 참석하여, 한국 작품에 대한 관심을 피로했다.
그녀는 파리에서 모로코 국적의 부모에게서 태어났다.
2017년부터 유네스코 사무총장으로 재직중이다.